# توری کیوناگا

حمام زنانه اثر توری کیوناگا

توری کیوناگا (به ژاپنی: 鳥居清長) نقاش ژاپنی سدهٔ ۱۸ میلادی در سبک اوکی‌یوئه و از پیروان مکتب توری در نقاشی سنتی ژاپنی بود.